# Сант'Андреа (Козенца)
Сант'Андреа је насеље у Италији у округу Козенца, региону Калабрија.
Према процени из 2011. у насељу је живело 223 становника. Насеље се налази на надморској висини од 265 м.